# San Salvador de Jujuy
San Salvador de Jujuy je hlavní město nejsevernější argentinské provincie Jujuy. Ve velké aglomeraci se nacházejí kromě samotného města (230 000 obyvatel) ještě hustě osídlené kraje Palpala, El Carmen, San Antonio a část San Pedro de Jujuy.
Město leží na soutoku řek Xibi Xibi a Rio Grande de Jujuy v kotlině ve výši 1200 m n. m., na východním okraji And. Okolní krajina je pokryta zalesněnými kopci. Vzdálenost do Buenos Aires je přibližně 1600 kilometrů.
Podnebí je subtropické, v létě vlhké a teplé a v zimě suché a chladné. Za rok spadne v průměru kolem 777 milimetrů srážek, z toho asi 75% v letních měsících.